# Дубровка (Лењинградска област)
Дубровка (рус. Дубровка) насељено је место са административним статусом варошице (рус. посёлок городского типа) на северозападу европског дела Руске Федерације. Налази се на северозападу Лењинградске области и административно припада Всеволошком рејону.
Према проценама националне статистичке службе за 2015. у вароши је живело 6.965 становника.
Статус насеља урбаног типа, односно варошице носи од 1927. године.

## Географија
Варошица Дубровка смештена је у јужном делу Всеволошког рејона, на месту где се у реку Неву улива њена десна притока речица Дубровка. Налази се на око 25 km западно од Санкт Петербурга, односно на неких 50 km југоисточно од рејонског центра Всеволошка.

## Историја
Први писани подаци о садашњем насељу Дубровки датирају из једне катастарске књиге Водске пјатине из 1500. године где се помиње село Дуброва на Неви. Насеље се на мапама први пут појављује у првој половини XVII века, где се на Васандеровој карти помиње под именом Дубрва.
Према једној мапи Петроградске околине из 1885. године Дубровка се делила на Велику и Малу. Велика Дубровка налазила се на десној обали Неве и имала је 32 домаћинства, док се Мала са 27 домаћинстава налазила на левој обали.
Године 1911. насеље је преименовано у Невску Дубровку, а са радом су почели пилана и текстилна фабрика. Према подацима са пописа из 1920. године у селу је живело 999 становника, док је број становника шест година касније порастао на 2.070 житеља. Број становника нарочито је растао током тридесетих година прошлог века достигавши крајем те декаде бројку од готово 10.000 житеља.
Дубровка је 1927. године административно уређена као градско насеље у рангу варошице.
Село Московска Дубровка које се налазило на супротној обали Неве уништено је током Другог светског рата.

## Демографија
Према подацима са пописа становништва 2010. у вароши је живело 6.693 становника, док је према проценама националне статистичке службе за 2015. варошица имала 6.965 становника.
| 1939. | 1959. | 1970. | 1979. | 1989. | 2002. | 2010. | 2015. |
| ----- | ----- | ----- | ----- | ----- | ----- | ----- | ----- |
| 9,528 | 5,796 | 6,505 | 6,198 | 6,093 | 5,432 | 6,693 | 6,965 |